# Parkour
'Parkour (tudi skrajšano PK; ali l'art du déplacement) je telesna disciplina francoskega izvora, v kateri udeleženci tečejo po namišljeni poti in pri tem čim hitreje in čim bolj učinkovito premagujejo ovire. Simulirajo bežanje pred namišljenim nasprotnikom oziroma nevarnostjo. Pri tem uporabljajo različne spretnosti, kot je skakanje in plezanje ali pa bolj akrobatične gibe.
Objekti, ki jih izvajalci premagujejo, so iz vsakdanjega življenja, največkrat iz mesta npr.: ograje, garaže, strehe, ...
Cilj discipline je priti od točke A do točke B čim hitreje, le z uporabo človeškega telesa za premagovanje ovir.
Bolj izkušeni izvajalci parkoura se imenujejo označevalci (francosko traceurs) oz. označevalke (francosko traceuses).
Parkour je uporabna disciplina, zasnovana na uspehu, hitrosti in energijski uporabnosti človekove okolice, preko uporabe praktičnih tehnik, ki temeljijo na konceptu za samoohranitev in sposobnosti pomagati drugim. To je netekmovalna in nekonkurenčna fizična disciplina francoskega izvora, v kateri udeleženi tečejo po določeni poti in poskušajo premagati ovire na najbolj učinkovit način možno s tem, da uporabljajo samo njihova telesa. Veščine, kot so skakanje, plezanje, preskakovanje ovir, delanje prevalov, guganje in obračanje na drogih, in plezanje prek sten so vključene. Parkour se lahko izvaja kjerkoli, ampak območja s pogostimi ovirami so priporočena, zato se parkour najbolj pogosto izvaja v urbanih in mestnih območjih. Uporabnost in izvajanje obratov in salt ne predstavlja parkourja, a to predstavlja free running, kar je parkour z izvajanjem salt.
Izraz free running se včasih napačno uporablja izmenično z l'art du déplacement, kar je francoski izraz za pakour. Medtem ko l'art du déplacement omogoča udeležencem, da se lahko premikajo hitro in kreativno mimo ovir, je free running konkurenten šport, z urbanim FreeFlowom, ki je zaslužen za to spremembo definicije. Free running vključuje uporabo gimnastičnih potez, kot so zračne rotacije in obrati, ampak ustanovitelj David Belle ne obravnava gimnastičnih potez kot parkour, saj so te poteze samo za bahanje in niso uporabne ali učinkovite, saj ne morejo asistirati nikomur in ne pomagajo udeležencu priti iz kraja v kraj v čimkrajšem času. Čeprav Sébastien Foucan šteje kot soustanovitelj parkourja, so se njegove filozofije kasneje izkazale za drugačne od prvotnega parkourja in tako je nastala nova disciplina Free running. Udeleženec parkourja se imenuje traceur, kar najverjetneje izhaja iz pariškega slengovskega izraza za zasledovanje, ki pomeni pohiteti ali premikati se hitro. V pravilni francoščini je traceur pridevnik, ki se šteje za nekaj, kar pušča sled za seboj. Dve glavni značilnosti pakourja sta učinkovitost in hitrost. Traceurji si najdejo najbolj neposredno pot skozi ovire in premagujejo ovire čim hitreje kar se da, da so kljub hitrosti varni. Razvijanje udeleženčevih prostorskih zavesti se pogosto uporablja za razvojno pomoč na teh področjih. Tako tudi uporabnost vključuje izogibanje poškodb, tako korakoročnih, kot dolgoročnih. Ta ideja, ki vključuje parkour, je neuradni francoski slogan être et Dürer, kar pomeni biti in trajati.
Parkour poudarja učinkovitost in se razlikuje od podobnega treniranja free runninga, kjer je večji poudarek na svobodi gibanja in ustvarjalnosti. Traceurji pravijo, da parkour tudi vpliva na premišljevanje in učinkovitost mislenih procesov, saj krepi samozavest in kritično mišljenjske spretnosti, kar omogoča, da udeleženec lahko premaga vsakdanje fizikalne in mentalne ovire. Raziskava Francoske akademije :  Neuropsychiatrie de l'Enfance et de l'Adolescence (živčna psihiatrija otrok in odraslih), kaže, da traceurji iščejo več vznemirjenja in vodstvenih situacij, kot športniki, ki se ukvarnjajo z gimnastiko. Prvi izrazi uporabljeni za opis te vrste treniranja so francoski izrazi l'art du déplacement in le parcours. Izraz parkoour je skoval Hubert Kounde. Izhaja iz francoskega izraza parcours du combattant, klasični poligon z ovirami, ki se uporablja za vojaško usposabljanje, ki ga je predlagal Georges Hebert. Traceur in traceuse je nadomestek za francoski glagol, ki običanjno pomeni slediti, ali risati pot, a se tudi uporablja kot sleng za iti hitro.
V angleškem filmu Jump London, Sebastien Foucan navaja : da je parkour vedno obstajal, free running je bil vedno okoli, ampak star je bila, da tega nihče ni poimenoval, nismo ju dali v škatlo. To je starodavna umetnost. Že neandertalci, so morali za lovljenje in zasledovanje, ali za premikanje po okolju trenirati free running.

## Zgodovina
Že v preteklosti je bilo mogoče izslediti predstavnike, ki so v filmih igrali kaskaderje, ki tudi obvladajo borilne veščine. Hollywoodske zvezde in kaskaderji, kot so: Douglas Fairbanks, Sr. John Ciampa in Buster Keaton, so izvajali parkourju podobne poteze v filmih že leta 1920 do štiridesetih. Slednji je dajal tudi navdih za slavne zasledovalne prizore v teku, ki jih je izvajal kaskaderj Hong Konga, umetnik borilnih veščin in igralec Jackie Chan. V vzhodnih borilnih veščinah, kot so Ninjutsu in Qing Gong, so gibanja, podobne tistim iz parkourja, ki se poučujejo že stoletja in s podobnim ciljem. V filmu Jump London, Foucan priznava vpliv borilnih veščin pri razvoju parkourja z besedami:  Tudi mi smo plezali po strehah naše šole. Pretvarjali smo se, da smo bili Ninja warriors.
Pred Prvo svetovno vojno, je nekdanji mornariški častnik Georges Hebert potoval po vsem svetu. Med obiskom v Afriki, je bil navdušen na fizičnem razvojem in znanjem domorodnih plemen, ki jih je spoznal, zato je Georges Hebert potovanje opisal:  njihova telesa so bila odlična, prilagodljiva, okretna, spretna, trajna in odporna, čeprav še nikoli niso imeli učiteljev za gimnastiko, a so živeli z naravo.
8. Maja 1902, v mestu Saint-Pierre, Martinique, kjer je bil Georges Hebert nameščen in je trpel zaradi vulkanskega izbruha vulkana Mount Pelee. Hebert je usklajeno pobegnil in pri tem rešil približno 700 ljudi. Ta izkušnja je imela velik vpliv nanj, in je okrepila njegovo prepričanje, da mora človek imeti atletske sposobnosti kombinirane s pogumom. Sčasoma je to prepričanje razvil v njegov moto:  être fort pour être utile, kar pomeni  biti močan, da bi bil koristen.
Navdušen od afriških domorodnih plemen, je Hebert postal učitelj telesne vzgoje na Viskoku šoli Reims v Franciji. Začel je opredeljevati načela svojega sistema športne vzgoje in ustvariti različne vaje, za učenje naravne metode, ki jo je opredelil kot:
Metodično, postopno in stalno krepi, od otroštva do odraslosti, ki ima svoj cilj: zagotavljanje pomembnega fizičnega razvoja, povečanje organskih uporov, poudarjanje sposobnosti v vseh zvrsteh naravne vadbe in nepogrešljivih pripomočkih ( hoja, tek, skakanje, štirinožno gibanje, plezanje, ravnotežje, metanje, dvigovanje, branjenje in plavanje) razvijanje udeleženčeve energije in vse druge vidike delovanja ali moškosti, tako da so vsa sredstva, tako fizičnist, kot možatost osvojili z eno prevladujočo moralno idejo: altruitzem.
Herbert je ustanovil naravne metode treniranja, sestavljene iz desetih osnovnih skupin: hoja, tek, skakanje, štironožna gibanja, plezanje, ravnotežje, metanje, dvigovanje, samoobramba, kopanje, ki so del glavnih treh sil:
- Energetski pomen besede: energija, moč volje, pogum, predrznost in čvrstost
- Moralni pomen besede: dobronamernosti, pomoč, čast in poštenost
- Fizični pomen besede: mišice in dihanje

Med prvo svetovno vojno in drugo svetovno vojno, je Hebert poučeval in še naprej širil svoje metode treniranja vojakov, tako da je njegova metoda postala standatdni sistem vojaškega izobraževanja in usposabljanja. Tako je bil Hebert eden od zagovornikov parkours tečaja, ki ga je razvil švičarski arhitekt, ki je bil standard v vojaškem usposabljanju, in je privedel do dobre fizične pripravnosti civilistov in zaupanje v metodo. Tudi francoski vojaki in gasilci so razvili svojo postavitev ovir, kot je combattant parcours du parcours SP.
Raymonda Belle se je rodil v Francoski Indokitajski (kjer je sedaj Vietnam). Njegov oče je umrl med prvo indokitajsko vojno in raymond je bil ločen od njegove mame med divizijo Vietnama leta 1954.
Vzela ga je francoska vojska. Potem se je vojaško izobražilm in treniral, kar je oblikovalo njegovo osebnost.
Po bitki Dien Biena Phua, je bil ramond spet poslan v Francijo, kjer je končal njegovo vojaško izobrazbo leta 1958. Pri 19 letih mu je predanost kondiciji pomagala služiti v francoski gasilski službi.
Raymond je predstavil svojemu sinu Davidu ovire za treniranje in naravne metode treniranja. David je sodeloval v aktivnostih, kot so borilne veščine in gimnastika in je poskušal uporabiti svojo atletsko hrabrost za nekatere praktične namene. V starosti 17 let, je David zapustil šolo, zaradi iskanja svobode in delovanja. Še naprej je razvijal svojo moč in spretnost, da bi mu korostil, kot mu je svetoval Raymond
Bil je konec dneva. Delal sem stvari z nekimi otroci. Vedno sem padal – padal sem kot padajo opice – ampak tega nikoli ne pokažejo v filmu, ker hočejo samo senzacionalne stvari – to so besede Davida Bella v njegovem videu  The New Yorker
Po selitvi v Lisses, je David Belle nadaljeval potovanje z ostalimi.  Od takrat naprej smo se razvili je rekel Sebastien Foucan v filmu Jump London,  In res je bilo celo mesto tam za nas, tam za parkour. Samo pogledati si moraš, samo zamisliti si moraš, kot otroci to, kot opisuje Foucan, je  vizija parkourja.
Leta 1997 so Yann Hnautra, Charles Perriere, Chau Belle, David Belle, Laurent Piemontesi, Sébastien Foucan, Guylain Perriere, Malik Diouf and Williams Belle naredili skupino imenovano Yamakasi, katere ime prihaja iz Lingalijskega jezika iz Konga, in pomeni: močan duh, močno telo, močni možje, vzdržljivost. Po muziklu Notre Dame de Paris, sta se David Belle in Sebastien Foucan ločila zaradi denarja, in nesoglasja gleda na definicijo l'art du déplacement, tako je film The film Yamakasi v letu 2001 nastal brez Belle in Foucana, a ga je naredila nova generacija Yamakasija.
V nekaj letih, namenjenih treniranju in izboljšanju veščin, je njuno število potez rasla. Skoki iz stavbe na stavbo in spusti iz vež nadstropij so postala pogosta v medijskih upodobitvah, pogosto so puščale ljudi s poševnim pogledom na parkour. Pravzaprav, poteze na tleh so bolj pogoste, kot karkoli kar vključuje strehe, ker se težko dobi pravne dostope na strehe v mestnih okoljih. Iz pariškega predmestja je parkours postal široko izvajana dejavnost zunaj Francije

## Filozofije in teorije
Po Wilims Bellu, so filozofije in teorije za parkourjem sestavni vidiki umetnosti, tisti, kateri veliko tistih, ki ne trenirajo še ni so bili nikoli izpostavljeni. Belle trenira ljudi, ker hoče da je živo in da ljudje uporabljajo Chau Belle pojasni da je to  vrsta svobode ali način izražanja; da je parkour  samo stanje duha ne pa vrsto ukrepov, in to je za premagovanje in prilagajanje duševnih in čustvenih ovir, kot tudi fizičnih ovir.
Nedaven dogovor filozofije parkour je bila zamisel o človešku predelavi. ANDI (Animus of Parkour North America) pojasni to kot  sredstvo za vračilo, kaj pomeni biti človeško bitje. Uči nas, da se premaknete z uporabo naravnih metod, kar smo se učili že od odroštva. To nas uči, na dotik sveta in delovanje z njim, namesto, da bi bili v njegovem zavetju
To je toliko, kot del učenja resnične fizične umetnosti, prav tako pa lahko, da bi obvladali gibanja, nam daje možnost, da bi premagovali svoje strahove in bolečine znova, da je to življenje, kot moramo biti sposobni nadzorovati svoj um, da bi obvladovali umetnosti parkour.
Točka je bila dosežena o podobnosti med filozofijo borilnih veščin Bruca Leeja in parkourja. V intervjuju za New Yorker, David Belle oriznava vpliv mišljenja Leeja:  tam je citat Bruce Leeja tisto je moj moto:  V tem svetu ni omejitev. Obstajajo ploščadi, a tam ne smeš ostati, moraš jih presegati. Človek mora vedno presegati svojo raven Če nisi boljši , kot si bil dan pred tem, kaj potem delaš – kaj je smisel?.

## NE-tekmovalnost
Kampanja se je začela 1. Maja 2007 na Parkour.NET na portalu ,da bi se ohranil parkour, kot šport brez konkurnčnosti in tekmovalnisti. Po besedah Erwan LeCorre:  Konkurenca potisne ljudi k boju proti drugim za zadovoljstva množice in zaradi koristi nekaj poslovnežev s spremembo miselnosti parkourja, da je parkour edinstven in ne more biti tekmovalen šport, če zanemarja svoje altruistično jedro lastnega razvoja. Če parkour postane šport, bo težko resno poučevanje in širjenje parkourja, kot netekmovalen šport. In ko se bo nov šport razširil, se lahko imenuje parkour, vendar pa to ne bo imelo svojega filozofskega bistva.  Po LeCorre, tisti, ki resnično vadijo parkour in imajo enak vidik mislih drug drugegam zato prinaša ljudem, da sodelujejo in ne tekmujejo, da jim omogoča, da so na mednarodni ravni združeni in pozabijo na socialne in gospodarske težave, ki jih ločujejo po vsem svetu, in jih vodi kot eno veliko podjetje, ki delaj in raste skupaj.

## Druga saut de bras
Izraz free running je skoval med snemanjem Jump London, kot način, da predstavi parkour v angleško govorečem svetu, čeprav se parkour in free running šteje, kot nekoliko različno.
ustanovitelj in stvarnik free runninga Sebastien Foucan opredeljuje free running kot disciplino za samo napredovanje, zasledovanje svojega načina. Njegovo nezadovoljstvo z omejeno ustvarjalnostjo in samoizražanjem parkourjem je bila motivacija ta sebastiana Foucana, razviti podobne, ampak tudi zelo različne umetnostna gibanja, kar bi lahko postalo znano kot free running. On je ugotovil  Razumite, da je bila ta oblika umetnosti ustvarjena za nekaj vojakov v Vietnamu, da se izognejo, ali nkaj dosežejo, in to je duh, smo želeli parkour, da morate narediti razliko, kar je uporabno in kaj ne v izrednih razmerah. Potem boste vedeli, kaj je parkour in kaj ni. Tako če delate akrobatske stvari na ulici brez drugega cilja, potem ne recite temu parkour. Akrobatika je obstajala, že dolgo pred parkourjem.
Ko so se postavljala vprašanja o razliki med parkourjem in free runningom, je skupina Yamakasi zanikala razlike, in rekla:  parkour, l'art du deplacement, freerunning, umetnost gibanja.. vse je isto, pri vsem se moraš premikati po svoji poti, in vsi pridejo na itsto mesto. Edina stvar, ki se razlikuje, je posameznikovo premikanje.
Po pozornosti, ki jo je parkour prejel po filmu Casino Royale, so vojske ustanove iz različnih držav začele iskati nove načine, kako vključiti parkour v usposabljanje. The British Royal Marines (britanski kraljevni marinci) so najeli atlete, ki se ukvarjajo s pakourjem, da bi trenirali njihove člane. Colorado Parkour je začel projekt uvedbe parkourja v ameriški vojski in sedaj ga počasi vnašajo v United States Marine Corps (Marinci združenih držav)

## Kritike
Parkour ne more biti dobro vadeno v javnih ustanovah, kot so skate parkih, čeprav se prizadevajo za ustvarjanje uporabnih mest. Traceurji vadijo parkour v urbanih območjih, kot so telovadnice, parki, igrišča, uradi in zapuščeni objekti. Pojavila so se vprašanja v zvezi z udiranjem, poškodovanjem lastnine in vadbo na neprimernih mestih. Vendar pa bo večina traceurjev skrbelo za njihov prostor za treniranje in se bodo hitro umaknili iz mest, če jim bodo rekli za to. The Magpie Youth Centre free running club v Glen Parva, Leicester je zbralo 40,000 Evrov za gradnjo free running parka na nasprotni strani mladinskega centra.
Postavila so se vprašanje, ki jih postavljajo organi kazenskega pregona, gasilske in reševalne ekipe tveganja v skokih iz visokih zgradb. Trdijo, da traceurji po nepotrebnem tvegajo poškodbe sebe in strehe, ki ga trenira na višini, kjer bi policija pozivala delavce, na ostanejo stran od streh. Nekateri v parkour skupnosti se strinjajo, da te vrste vedenja ni treba spodbujati.
Čeprav ni bil David Belle nikoli resno poškodovan, ni bilo nikoli podrobnih raziskav o njegovih problemih z zdravjem po velikih padcih traceurjev in njihovih postopnih prehodih, da bi se izognolo težavam. Ameriški traceur Mark Toorock pravi, da so poškodbe redke,  ker se udeležencu ni treba zanašati, na kar ne more kontrolirati – kot so kolesa ali ledene površine pri snowboardu in smučanju – ampak na svoje roke in noge, ampak Lanier Johnson, izvršni direkrot Ameriške Športne Medicinske Ustanove ugotavlja, da o veliko poškodbah ni poročano.